# Tango (платформа)
Tango (ранее известная как Project Tango) — платформа[прояснить] для вычислений дополненной реальности, разработанная Google. Технология применяет Компьютерное зрение для мобильных устройств, таких как смартфоны и планшетные компьютеры, для определения своего положения относительно окружающего мира без использования GPS или других внешних сигналов. Это позволяет разработчикам приложений создавать пользовательский интерфейс, включающий внутреннюю навигацию, 3D -картографирование, измерение физического пространства, распознавание окружающей среды, дополненную реальность и окна в виртуальный мир.
Первый продукт Tango, вышедший из группы ATAP’s Skunkworks, был разработан командой во главе с учёным Джонни Ли Johnny Lee, основным спонсором Microsoft's Kinect. В интервью в июне 2015 года Ли сказал: «Мы разрабатываем аппаратные и программные технологии, чтобы помочь понять всем и каждому, где они точно находятся.»"
Google выпустил два устройства для демонстрации технологии Tango: Peanut phone и 7-дюймовый планшет Yellowstone. Более 3000 из этих устройств были проданы по состоянию на июнь 2015 года, в основном для исследователей и разработчиков программного обеспечения, заинтересованных в создании приложений для платформы. Летом 2015 года Qualcomm и Intel объявили, что разрабатывают эталонные устройства Tango в качестве моделей для производителей устройств, которые используют свои мобильные чипсеты.
В январе 2016 года на выставке CES компания Google, чтобы продемонстрировать технологию Tango, объявила о партнерстве с Lenovo в выпуске потребительского смартфона летом 2016 года, озвучив цену до 500 долларов США и небольшой форм-фактор менее 6,5 дюймов. В то же время обе компании объявили о разработке инкубатора приложений для запуска программ, которые были включены в устройство.
На конференции Lenovo Tech World 2016 Lenovo презентовала первый в мире потребительский телефон Phab 2 Pro на базе платформы «Tango». Позже также выпущены смартфоны Asus Zenfone AR и Samsung galaxy note 10+ с поддержкой данной технологии.
15 декабря 2017 года Google объявил о планах закрыть проект Tango в марте 2018 в пользу ARCore.

## Обзор
Tango отличается от других, появляющихся 3D — сенсорных продуктов компьютерного зрения, тем, что она предназначена для работы на мобильном телефоне или планшете и, в основном, занимается определением положения и ориентации устройства в пространстве. Tango собирает сырые данные с ряда датчиков смартфона и с высокой скоростью превращает их в полезную информацию. В список датчиков входят инфракрасный излучатель, похожий на радар, и инфракрасную камеру, которая захватывает отраженный свет. При этом широкоугольная камера добавляет визуальные подсказки о местонахождении в набор этих данных. Система Tango также полагается на показания высокоточных акселерометра, гироскопа и барометра.
Сама технология Tango подразделяется ещё на три технологии:
- Отслеживание движений (Motion-tracking) — это позволяет устройству понимать позицию и ориентацию, движение в трехмерном пространстве (устройство, используя Акселерометр и Гироскоп, выдает вам координаты и вектор движения);
- Изучение области (Area Learning) — Tango-устройство может использовать визуальные подсказки для распознавания мира вокруг, самостоятельно исправляя ошибки в отслеживании движений и переопределяя себя в тех местах, где оно уже было (устройство распознает место и корректирует движения на основе этого);
- Восприятие глубины (Depth Perception) — сенсоры могут «говорить» вам о формах реального мира вокруг, выстраивая взаимодействие с миром виртуальным (устройство может получить облако точек для текущего места).

Google предлагает для разработчиков несколько вариантов работы:
 — Unity SDK; — Java Api; — С API. Предназначение у каждого своё — Unity SDK больше подходит для 3D-игр или приложений, связанных с визуализацией, JAVA API для тех, кто хочет использовать функциональность Tango в своих, уже существующих, приложениях для Android, а C API для тех, кто пользуется Android NDK и кто хочет получить доступ к нативным функциям в собственном движке визуализации.

## Сотрудники и партнеры
При создании Project Tango компания Google сотрудничала с разработчиками в девяти странах и нескольких организациях, включая Bosch, Bsquare, CompalComm, ETH Zurich, Flyby Media, George Washington University, MMSolutions, Movidius, University of Minnesota MARS Lab, JPL Computer Vision Group, OLogic, OmniVision, Open Source Robotics Foundation, Paracosm, Sunny Optical Technology, PMD Technologies, Mantis Vision, Prizmiq, Intermodalics и SagivTech.
Были объявлены партнерские отношения с компаниями, которые включают в себя, Autodesk, Aisle411, Defective Studios, Durovis (Dive), Infineon, JPL, Left Field Labs, Legacy Games, Limbic, moBack, NVYVE, OmniVision, Otherworld Interactive, PMD Technologies, Sagivtech, SideKick, Speck Design, Stinkdigital, and Inuitive.